# Ali Salmeen
Ali Salmeen (tiếng Ả Rập: علي سالمين) (sinh ngày 4 tháng 2 năm 1995) là một cầu thủ bóng đá người Các Tiểu vương quốc Ả Rập Thống nhất. Hiện tại anh thi đấu cho Al-Wasl.

## Sự nghiệp quốc tế

### Bàn thắng quốc tế
Bàn thắng cầu thủ ghi và tỉ số cuối cùng của đội tuyển Các Tiểu vương quốc Ả Rập Thống nhất.
| #  | Ngày                | Địa điểm                               | Đối thủ    | Bàn thắng | Tỉ số | Giải                     |
| -- | ------------------- | -------------------------------------- | ---------- | --------- | ----- | ------------------------ |
| 1  | 20 tháng 11, 2018   | Sân vận động Zabeel, Dubai             | Yemen      | 2–0       | 2–0   | Giao hữu                 |
| 2  | 15 tháng 6, 2021    | Sân vận động Zabeel, Dubai             | Việt Nam   | 1–0       | 1–0   | Vòng loại World Cup 2022 |
| 3. | 12 tháng 9 năm 2023 | Sân vận động Maksimir, Zagreb, Croatia | Costa Rica | 3–0       | 4–1   | Giao hữu                 |